# Mesoceration repandum
Mesoceration repandum är en skalbaggsart som beskrevs av Perkins 2008. Mesoceration repandum ingår i släktet Mesoceration och familjen vattenbrynsbaggar. Inga underarter finns listade i Catalogue of Life.